# Bert Jansch (album)
Az 1965-ös Bert Jansch Bert Jansch nagylemeze. Szerepel az 1001 lemez, amit hallanod kell, mielőtt meghalsz című könyvben.

## Az album dalai
|     | Cím                                 | Szerző(k)      | Hossz |
| --- | ----------------------------------- | -------------- | ----- |
| 1.  | Strolling Down the Highway          | Bert Jansch    | 3:06  |
| 2.  | Smokey River                        | Jimmy Giuffre  | 2:56  |
| 3.  | Oh How Your Love Is Strong          | Bert Jansch    | 3:40  |
| 4.  | I Have No Time                      | Bert Jansch    | 3:09  |
| 5.  | Finches                             | Bert Jansch    | 0:51  |
| 6.  | Rambling's Gonna Be the Death of Me | Bert Jansch    | 3:18  |
| 7.  | Veronica                            | Bert Jansch    | 1:32  |
| 8.  | Needle of Death                     | Bert Jansch    | 3:20  |
| 9.  | Do You Hear Me Now?                 | Bert Jansch    | 2:06  |
| 10. | Alice's Wonderland                  | Charles Mingus | 1:46  |
| 11. | Running from Home                   | Bert Jansch    | 2:24  |
| 12. | Courting Blues                      | Bert Jansch    | 4:02  |
| 13. | Casbah                              | Bert Jansch    | 2:10  |
| 14. | Dreams of Love                      | Bert Jansch    | 1:44  |
| 15. | Angie                               | Davey Graham   | 3:15  |